# (10046) Creighton
(10046) Creighton est un astéroïde de la ceinture principale.

## Description
(10046) Creighton est un astéroïde de la ceinture principale. Il fut découvert le 2 mai 1986 à l'observatoire Palomar par le projet INAS. Il présente une orbite caractérisée par un demi-grand axe de 2,34 UA, une excentricité de 0,24 et une inclinaison de 8,3° par rapport à l'écliptique.

## Compléments